# Tidda
Tidda (în arabă تيدة) este o comună din provincia Tiaret, Algeria.
Populația comunei este de 3.669 de locuitori (2008).